# لوران مونیه
لوران مونیه (فرانسوی: Laurent Munier‎؛ زادهٔ ۳۰ سپتامبر ۱۹۶۶) بازیکن هندبال اهل فرانسه بود.